# Unicodeblock Buginesisch
Der Unicodeblock Buginesisch (engl. Buginese, U+1A00 bis U+1A1F) enthält die Lontara-Schrift für die buginesische Sprache, die von den Bugis auf Sulawesi in Zentralindonesien gesprochen wird. Heute wird das Buginesische allerdings hauptsächlich mit lateinischen Buchstaben geschrieben, so dass Lontara weitgehend außer Gebrauch gekommen ist.

## Liste
| Unicodenummer | Zeichen (400 %) | Kategorie                               | Bidirektionale Klasse       | Offizielle Bezeichnung  | Beschreibung                      |
| ------------- | --------------- | --------------------------------------- | --------------------------- | ----------------------- | --------------------------------- |
| U+1A00 (6656) | ᨀ               | anderer Buchstabe, Silbe oder Ideogramm | links nach rechts           | BUGINESE LETTER KA      | Buginesischer Buchstabe Ka        |
| U+1A01 (6657) | ᨁ               | anderer Buchstabe, Silbe oder Ideogramm | links nach rechts           | BUGINESE LETTER GA      | Buginesischer Buchstabe Ga        |
| U+1A02 (6658) | ᨂ               | anderer Buchstabe, Silbe oder Ideogramm | links nach rechts           | BUGINESE LETTER NGA     | Buginesischer Buchstabe Nga       |
| U+1A03 (6659) | ᨃ               | anderer Buchstabe, Silbe oder Ideogramm | links nach rechts           | BUGINESE LETTER NGKA    | Buginesischer Buchstabe Ngka      |
| U+1A04 (6660) | ᨄ               | anderer Buchstabe, Silbe oder Ideogramm | links nach rechts           | BUGINESE LETTER PA      | Buginesischer Buchstabe Pa        |
| U+1A05 (6661) | ᨅ               | anderer Buchstabe, Silbe oder Ideogramm | links nach rechts           | BUGINESE LETTER BA      | Buginesischer Buchstabe Ba        |
| U+1A06 (6662) | ᨆ               | anderer Buchstabe, Silbe oder Ideogramm | links nach rechts           | BUGINESE LETTER MA      | Buginesischer Buchstabe Ma        |
| U+1A07 (6663) | ᨇ               | anderer Buchstabe, Silbe oder Ideogramm | links nach rechts           | BUGINESE LETTER MPA     | Buginesischer Buchstabe Mpa       |
| U+1A08 (6664) | ᨈ               | anderer Buchstabe, Silbe oder Ideogramm | links nach rechts           | BUGINESE LETTER TA      | Buginesischer Buchstabe Ta        |
| U+1A09 (6665) | ᨉ               | anderer Buchstabe, Silbe oder Ideogramm | links nach rechts           | BUGINESE LETTER DA      | Buginesischer Buchstabe Da        |
| U+1A0A (6666) | ᨊ               | anderer Buchstabe, Silbe oder Ideogramm | links nach rechts           | BUGINESE LETTER NA      | Buginesischer Buchstabe Na        |
| U+1A0B (6667) | ᨋ               | anderer Buchstabe, Silbe oder Ideogramm | links nach rechts           | BUGINESE LETTER NRA     | Buginesischer Buchstabe Nra       |
| U+1A0C (6668) | ᨌ               | anderer Buchstabe, Silbe oder Ideogramm | links nach rechts           | BUGINESE LETTER CA      | Buginesischer Buchstabe Ca        |
| U+1A0D (6669) | ᨍ               | anderer Buchstabe, Silbe oder Ideogramm | links nach rechts           | BUGINESE LETTER JA      | Buginesischer Buchstabe Ja        |
| U+1A0E (6670) | ᨎ               | anderer Buchstabe, Silbe oder Ideogramm | links nach rechts           | BUGINESE LETTER NYA     | Buginesischer Buchstabe Nya       |
| U+1A0F (6671) | ᨏ               | anderer Buchstabe, Silbe oder Ideogramm | links nach rechts           | BUGINESE LETTER NYCA    | Buginesischer Buchstabe Nyca      |
| U+1A10 (6672) | ᨐ               | anderer Buchstabe, Silbe oder Ideogramm | links nach rechts           | BUGINESE LETTER YA      | Buginesischer Buchstabe Ya        |
| U+1A11 (6673) | ᨑ               | anderer Buchstabe, Silbe oder Ideogramm | links nach rechts           | BUGINESE LETTER RA      | Buginesischer Buchstabe Ra        |
| U+1A12 (6674) | ᨒ               | anderer Buchstabe, Silbe oder Ideogramm | links nach rechts           | BUGINESE LETTER LA      | Buginesischer Buchstabe La        |
| U+1A13 (6675) | ᨓ               | anderer Buchstabe, Silbe oder Ideogramm | links nach rechts           | BUGINESE LETTER VA      | Buginesischer Buchstabe Va        |
| U+1A14 (6676) | ᨔ               | anderer Buchstabe, Silbe oder Ideogramm | links nach rechts           | BUGINESE LETTER SA      | Buginesischer Buchstabe Sa        |
| U+1A15 (6677) | ᨕ               | anderer Buchstabe, Silbe oder Ideogramm | links nach rechts           | BUGINESE LETTER A       | Buginesischer Buchstabe A         |
| U+1A16 (6678) | ᨖ               | anderer Buchstabe, Silbe oder Ideogramm | links nach rechts           | BUGINESE LETTER HA      | Buginesischer Buchstabe Ha        |
| U+1A17 (6679) | ᨗ                | Markierung ohne Extrabreite             | Markierung ohne Extrabreite | BUGINESE VOWEL SIGN I   | Buginesisches Vokalzeichen I      |
| U+1A18 (6680) | ᨘ                | Markierung ohne Extrabreite             | Markierung ohne Extrabreite | BUGINESE VOWEL SIGN U   | Buginesisches Vokalzeichen U      |
| U+1A19 (6681) | ᨙ                | Markierung mit Extrabreite              | links nach rechts           | BUGINESE VOWEL SIGN E   | Buginesisches Vokalzeichen E      |
| U+1A1A (6682) | ᨚ                | Markierung mit Extrabreite              | links nach rechts           | BUGINESE VOWEL SIGN O   | Buginesisches Vokalzeichen O      |
| U+1A1B (6683) | ᨛ                | Markierung mit Extrabreite              | links nach rechts           | BUGINESE VOWEL SIGN AE  | Buginesisches Vokalzeichen Ae     |
| U+1A1E (6686) | ᨞               | andere Interpunktion                    | links nach rechts           | BUGINESE PALLAWA        | Buginesisches Pallawa             |
| U+1A1F (6687) | ᨟               | andere Interpunktion                    | links nach rechts           | BUGINESE END OF SECTION | Buginesisches Sektionsendezeichen |